# Хикри Крик (Тексас)
Хикри Крик (енгл. Hickory Creek) град је у америчкој савезној држави Тексас. По попису становништва из 2010. у њему је живело 3.247 становника.

## Демографија
Према попису становништва из 2010. у граду је живело 3.247 становника, што је 1.169 (56,3%) становника више него 2000. године.
| Група             | 2000.         | 2010.         |
| Белци             | 1.864 (89,7%) | 2.713 (83,6%) |
| Афроамериканци    | 25 (1,2%)     | 88 (2,7%)     |
| Азијати           | 15 (0,7%)     | 85 (2,6%)     |
| Хиспаноамериканци | 118 (5,7%)    | 289 (8,9%)    |
| Укупно            | 2.078         | 3.247         |